# Angiola
Angiola là một chi ốc biển, là động vật thân mềm chân bụng sống ở biển trong họ Planaxidae.

## Các loài
Các loài trong chi Angiola gồm có:
- Angiola lineata (Da Costa, 1778)[2]
- Angiola punctostriata (Smith E.A., 1872)[3]